# Префектура Канаґава
Префекту́ра Канаґа́ва (яп. 神奈川県, かながわけん, МФА: [kanagawa keɴ]) — префектура Японії в регіоні Канто, в східній частині острова Хонсю. Префектурний центр — місто Йокогама.

## Короткі відомості

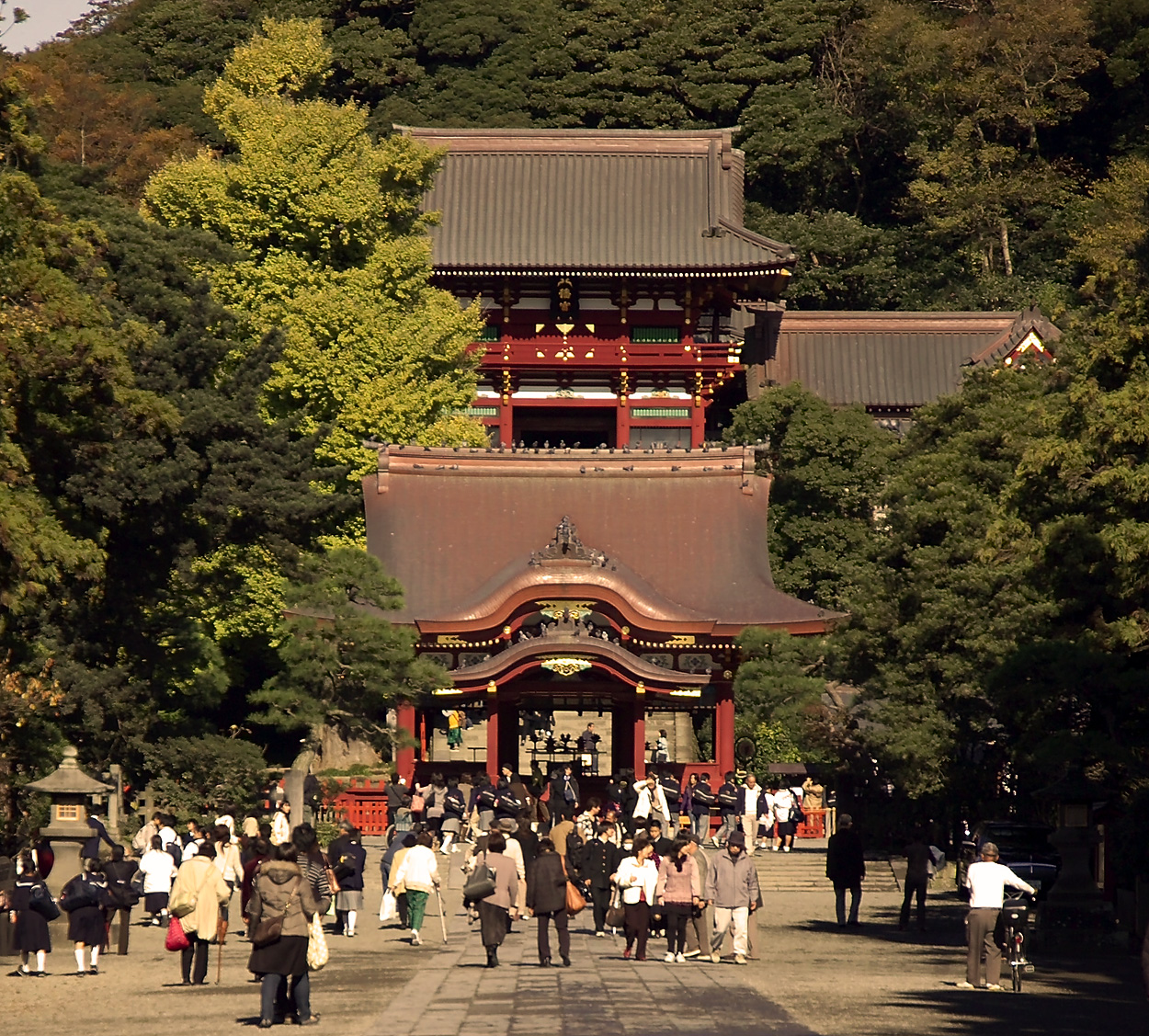
Святилище Цуруґаока-Хатіман в Камакурі.

Префектура Канаґава розташована на півдні східнояпонського регіону Канто, на березі Тихого океану, в районі півострова Міура. На півночі вона межує з префектурою Токіо, на заході — з префектурами Яманасі й Сідзуока. На сході її омивають води Токійської затоки та каналу Ураґа, а на півдні — води Саґамської затоки.
Префектура Канаґава займає територію історичної провінції Саґамі та південно-східну частину провінції Мусасі. Її адміністративний центр — місто Йокогама — найбільший населений пункт Японії після Токіо. Він виник в середині 19 століття на місці рибацького поселення, перетвореного на міжнародний порт в результаті вестернізації Японії. Серед інших історичних місць префектури — міста Камакура і Одавара. Перше було резиденцією першого в історії країни самурайського уряду — Камакурського сьоґунату. Друге грало роль головної цитаделі гегемонів регіону Канто — самураїв роду Ґо-Ходзьо.
Основою економіки префектури Канаґава є важка промисловість. В ній розташований найбільший в країні Токійсько-Йокогамський промисловий район. Його серцевиною є міжнародний Йокогамський порт — найбільший в Японії. Починаючи з середини 20 століття рівень індустріалізації префектури та прибутки від збуту промислової продукції залишаються найвищими по країні. Окрім промисловості прибутковою галуззю є туризм. Його центрами є багате на природні пам'ятки Хаконе та стародавня Камакура.
Префектура Канаґава є третьою найбільшою префектурою Японії за чисельністю населення, поступаючись лише Токіо та Осаці. Станом на 1 липня 2011 воно становило 9 060 649 осіб. Завдяки високій густоті населення та розвинутій сітці транспорту видимої межі між Йокогомою і Токійськими особливими районами не відчувається.

## Освіта
- Йокогамський державний університет
- Токійський технічний університет (додатковий кампус)
- Токійський університет мистецтв (додатковий кампус)
- Університет перспективних досліджень